# Trachylepis acutilabris
Espèce
Synonymes
- Euprepes acutilabris Peters, 1862
- Mabuya acutilabris (Peters, 1862)

Trachylepis acutilabris est une espèce de sauriens de la famille des Scincidae.

## Répartition
Cette espèce se rencontre en Namibie, dans le sud de l'Angola, dans l'ouest de la République démocratique du Congo et dans le nord-ouest de l'Afrique du Sud.

## Publication originale
- Peters, 1862 : Übersicht einiger von dem, durch seine afrikanische Sprachforschungen, rühmlichst bekannten, Hrn. Missionär C.H. Hahn bei Neu-Barmen, im Hererolande, an der Westküste von Afrika, im 21˚ südl. Br. gesammelten Amphibien, nebst Beschreibungen der neue Arten. Monatsberichte der Königlichen Preussischen Akademie der Wissenschaften zu Berlin, vol. 1862, p. 15-26 (texte intégral).